# Thelephora phyllophoroides
Thelephora phyllophoroides är en svampart som beskrevs av Corner 1968. Thelephora phyllophoroides ingår i släktet vårtöron och familjen Thelephoraceae.   Inga underarter finns listade i Catalogue of Life.